# SixTONESのオールナイトニッポンサタデースペシャル
『SixTONESのオールナイトニッポンサタデースペシャル』（ストーンズのオールナイトニッポンサタデースペシャル）は、ニッポン放送で2020年4月4日から放送しているラジオ番組。SixTONESの冠ラジオ番組であり、田中樹がレギュラーパーソナリティを務める。

## 概要
2015年4月から2020年3月まで放送された『オールナイトニッポンサタデースペシャル 大倉くんと高橋くん』の放送枠を引き継ぎ、新しいオールナイトニッポンサタデースペシャルの冠を付けたワイド番組として再出発。SixTONESとしては初の冠レギュラー番組となる。
番組MCは基本的に田中と他メンバー（週替わり）の2人体制で放送。
番宣CMには、番組内企画の「田中樹全国ラジオ34局ラップチャレンジ」でネット局ごとに作られたラップを使用している（詳細後述）。
2021年6月に発表された、「リスナーが本気で選んだラジオ番組最強番付2021」アイドル・声優部門で1位を獲得した。

### 起用経緯
2019年8月2日未明（2019年8月1日深夜）、SixTONESがオールナイトニッポン木曜1部枠でパーソナリティを担当。その際、メンバーの生放送でのトークスキルの高さに加え、放送日だけで、Twitter上で17万件を超えるツイートが集まったことによる反響の大きさを受けて、ニッポン放送側からオファーし、レギュラー化が決定。SixTONESに向けてニッポン放送のプロデューサーは「ラジオはもちろんのことスマートフォンからでもオールナイトニッポンが聴けるようになった今、新たな時代のパーソナリティ像を作って欲しい」と期待を寄せている。
また、オールナイトニッポンのプロデューサー・冨山雄一は今回の起用について「この『大倉くんと高橋くん』の後番組を始めるには、リスナーの熱狂というか、「始まるの楽しみだな」と思ってもらえることが大事だと思っていました。」とした上で「彼らにはラジオのポテンシャルが非常にあって、radikoの数字もすごく良かったですし、とにかくラジオ的な“勘”が良かったのが印象に残りました。彼ら自身がYouTubeでラジオ的な番組を配信していたりと、新しい『オールナイトニッポン』の感じが作れるのではないかという期待も込みでオファーしました」と述べている。
2019年8月の単発放送から2023年6月末まで、当番組のプロデューサーを務めた長濵純は、当初のSixTONESの印象について「初々しさと情熱あふれる若者たちだなと思いました。放送外のところでも、ラジオへの想いをすごく熱く語ってくれて、『僕たちはラジオをやりたいんだ』と常に言っていましたね。僕は、喋り手や作り手の熱量が大切だと思っているので、ラジオ好きな人がパーソナリティを担当するべきだと思っています。だから彼らがラジオを好きだという気持ちを伝えてきてくれたのはとても嬉しかったですね。」と語る。

## パーソナリティ
- SixTONES[注 1]
  - レギュラー出演（メインMC）：田中樹
  - 週替わり出演：ジェシー・京本大我・松村北斗・髙地優吾・森本慎太郎

初回放送はメンバー全員が出演。翌週以降は田中のみ固定となり、他メンバー1名が週替わりで出演している。また、週替わりメンバーの事前発表はなく、当日の放送開始をもって明らかにされている。

### 上記体制以外の放送事例
- メンバー全員出演
  - 2020年4月4日 - 初回放送
  - 2022年2月26日 - 放送100回目[9]
  - 2022年12月24日 - 『第48回ラジオ・チャリティ・ミュージックソン』内
  - 2024年2月10日 - 放送200回目[10]

- 田中および週替わりメンバー休演に伴う代理出演
  - 2022年1月29日：髙地・京本（田中、ジェシー、森本の新型コロナウイルス感染による代理）
  - 2022年2月5日：松村・髙地（同上）
  - 2024年9月14日：田中・菊池風磨（timelesz）（当日の担当メンバー・京本の休演による代理）
  - 2024年10月26日：ジェシー・せいや（霜降り明星）（同上）

- ちょっとの間MC変えます（2024年10月12日 - 11月30日）

週替わりメンバーの「根拠なきMCへの自信」を検証するため、田中が一定期間固定MCから外れ、他のSixTONESメンバーがメインMCを務める“超実験的企画”。
田中以外のSixTONESメンバーから2名を選出し、同月12日放送回から11月末までの2か月間、1人1か月ずつ固定でメインMCを担当。
なお、その間田中は休演し、週替わりメンバーとしても出演しない。
その後、2025年2月2日放送回にて、当企画が田中が出演するWOWOW 連続ドラマＷ『I,KILL』の撮影のための処置であったことが明かされた。
各期間の担当メンバーおよび週替わり出演者は以下の通り。
- 10月期：ジェシー（10月12日：森本、10月19日：松村、10月26日：せいや（霜降り明星）、11月2日：髙地）
- 11月期：松村（11月9日：ジェシー、11月16日：髙地、11月23日：森本、11月30日：京本）

## スタッフ

### 現在のスタッフ
※2025年4月現在
- プロデューサー：林佑介（2023年7月15日[13] - ）
- ディレクター：菊田知史（2021年8月7日[14] - 、ニックネーム：お菊）
- 構成作家：高井均[15][注 2]、髙橋亘[17] （ニックネーム：トゥルさん（ハガキ職人時代のペンネーム「トゥルーマン翔」より））
  - サブ作家：高垣雄海[18]（ニックネーム：高垣くん、ファミ（サブ）作家）
- ミキサー：松本

### 過去のスタッフ
- プロデューサー
  - 冨山雄一[19]（初回 - 2023年7月8日[20]、2023年12月17日[21]）
  - 長濵純[22][注 3]（初回 - 2023年7月29日[25]、ニックネーム：監督）
- ディレクター：三浦憲高（初回 - 2021年7月31日[14]、ニックネーム：くまさん）
- AD：佐々木（2022年4月? - 2024年10月5日）

## 番組内での頻出用語
- リトルストーン

当番組リスナーの総称および愛称。
2020年9月5日放送の『オードリーのオールナイトニッポン』にて、オードリー・若林正恭が同番組でのリスナーの愛称が「リトルトゥース」であることにちなみ、命名。翌週、当番組の9月12日放送回に相方の春日俊彰がゲスト出演した際、春日の承認を受けて正式に決定した。
- ひえおじ

SixTONESメンバーによる当番組スタッフの呼称。正式名は「非営利団体ジングル審査機構のおじさん」。
2020年4月11日放送回から2022年2月26日放送回まで行われていた「ジングルオンエアバトル」（後述）にて、彼らの審査次第でジングルのオンエア可否が決まることから、松村が命名。
- 〇〇ソニ(ー)

SixTONESの所属レコード会社「Sony Music」のスタッフ。
当番組には青い服をよく着る「青ソニ」、眼鏡をかけている「眼鏡ソニー」などが登場することが多い。
- 謹賀新年ボーイズ

当番組の年明け最初の放送を担当する、田中と週替わりメンバーによるユニット。歴代の担当メンバーは以下のとおり。
2021年：松村（2021年1月2日放送）
2022年：ジェシー（2022年1月1日放送）
2023年：ジェシー（2023年1月7日放送）
2024年：京本（2024年1月6日放送）
2025年：松村（2025年1月4日放送）
- 謎の小部屋

SixTONESのライブツアー中に地方公演と放送日が重複した際、メンバーの宿泊先で中継を繋いで放送を行う個室。
救急車のサイレンなど外の音が入る、通信環境が悪く読むべきメールが届かない、当日の担当メンバー以外が乱入するといった、普段のラジオブースからの放送では起こり得ない様々なハプニングが発生する。
- インセプションラジオ

SixTONESのライブツアー中、主に「謎の小部屋」からの放送回で多発する内容。番組内での呼称は「インセプラジオ」または「インセプ回」。
ライブ直後で体力を消耗した状態であることが多く、まるで夢の中にいるような支離滅裂とした内容になることから、映画『インセプション』に喩えられた。
- 新春（年末）わくわくメールボックス

年末年始の録音放送回で使用される、SixTONESメンバー宛てのふつおたや質問を入れた箱。田中いわく「使い回した汚ねえ段ボール」。
- きょもらー

当番組内の箱番組「京本大我のオールナイトニッポン」（後述）リスナーの愛称。京本が自ら命名。
京本の愛称「きょも」に由来している。
- ご新規チャンス

年度初めに相当する、4月初週の放送回のこと。新生活で新たにラジオを聴く人が増える時期ということで、当番組の新規リスナーを増やそうと、通常よりも丁寧な進行を心掛けようとする。
しかし、毎年「新規リスナー向きではない」と評される京本もしくは森本が出演することが多く、カオスな内容になる確率が高い。
- サタスペキッズ

小学生以下の当番組リスナーの呼称。「夏休みを機に番組を聴いてくれるのでは」と、夏休み期間に入る7月下旬の放送回で特に重視される。
- アフターパーティー

SixTONESの東京ドーム公演直後の放送回で行われる「SixTONES東京ドームライブ・アフターパーティー」のこと。通称：アフパティ。
SixTONESが『慣声の法則 in DOME』で初めて東京ドーム公演を行った2023年以降、恒例企画となっている。
ブルーノ・マーズが東京ドーム公演後にアフターパーティーを開催したことから着想を得たため、ブルーノを当企画の「師匠」として崇めている。
なお、SixTONESメンバーおよび番組スタッフの大半がアフターパーティー未経験のため、内容については常に手探り状態である。

## 番組テーマ曲
オープニング
- Herb Alpert & The Tijuana Brass「BITTERSWEET SAMBA」REMIXバージョン（編曲：DJ松永（Creepy Nuts））[28][29]

これまで『オールナイトニッポンサタデースペシャル』枠の番組では「BITTERSWEET SAMBA」および当楽曲のアレンジをテーマ曲に使用していなかったが、当番組で初めて使用している。
なお、2023年2月18日の『オールナイトニッポン55周年記念 オールナイトニッポン55時間スペシャル』内での放送では、オリジナルの「BITTERSWEET SAMBA」が使用された。
- - SixTONES「Good Luck!」（2022年12月24日）[注 4]

エンディング
- SixTONES「Imitation Rain」
  - Gaho「はじまり」（2020年8月8日）
  - SixTONES「NEW ERA」（2020年10月3日 - 11月14日）
  - EMINEM「Lose Yourself」（2020年11月21日）
  - SixTONES「ST」（2021年1月2日）
  - SixTONES「僕が僕じゃないみたいだ」（2021年2月6日 - 2月20日）
  - サカナクション「新宝島」（2021年3月13日）
  - 中島義実、ヤング・フレッシュ「にんげんっていいな」（2021年6月26日）
  - Skrillex, Justin Bieber ＆ Don Toliver「Don't Go」（2021年8月28日）
  - SixTONES「NEW WORLD」（2022年2月26日）
  - Journey「Separate Ways」（2023年3月25日）
  - 「別れのワルツ（オールド・ラング・サイン）」（2023年11月18日）
  - GReeeN「キセキ」（2024年7月20日）
  - ロードオブメジャー「心絵」（2024年9月28日）
  - SixTONES「バリア」（2025年3月15日）

CMフィラー
- One Direction「Midnight Memories」
- U2「Beautiful Day」
- Simple Plan「Saturday」
- Three Dog Night「Joy to the World」
- Sum 41「With Me」
- Maroon 5「Sugar」
- Sixpence None the Richer「There She Goes」
- Journey「Stone in Love」

## コーナー・企画
- We are SixTONES!![30]

テーマ曲: SixTONES「Imitation Rain」
番組開始当初から募集しているコーナー。
「我こそはSixTONESだ!」と自負するリスナーが、自分の「イケてる日常」を1行にまとめ、自己PRを行う。
コーナー開始当初は、投稿内容が「SixTONES」か否かをメンバーが判定していた。
- SixTONES日記[30]（2023年10月28日 - ）

事前収録のジングルコーナー。SixTONESメンバーが書きそうな日記をリスナーが代わりに書き、当日の担当メンバーが朗読する。
2021年4月10日・5月15日放送回のメールテーマ「森本日記」から派生した形で誕生した。
基本的には、1回の放送で週替わりメンバーの日記が2回読まれるが、ジェシー出演回では、ジェシーと田中の日記が1回ずつ読まれる。
- 京本大我のオールナイトニッポン（2020年8月22日 - 、京本出演回）

京本による箱番組。略称および愛称は「京本大我ANN」。
2020年6月27日放送回にて、京本が「7月で16周年を迎える長寿番組」という体でオープニングトークを行ったところ、一部リスナーからカルト的な支持を得たため、同8月22日放送回では、冒頭からタイトルコールまでのトークを再び京本1人で担当。さらに同9月5日放送回では専用ジングルも作成され、以降、京本が出演する回のレギュラーコーナーとして定着している。
主な内容としては、京本がフリートークを行いつつリスナー（番組内での愛称は「きょもらー」）からの質問に答えるといったものだが、その大半が虚言であり、また、全体的に京本が自由に進行することから、田中がマイクオフで常にツッコミを入れている。
2022年3月5日放送回からは、この番組専用のメールアドレス「cs@allnightnippon.com」が設けられた。なお、アドレスの「cs」は『遊☆戯☆王』シリーズに登場するモンスター「カオス・ソルジャー（Chaos Soldier）」の頭文字から取られている。
この番組から派生するように、2021年12月24日放送の『SixTONESのオールナイトニッポン0 (ZERO) ラジオ・チャリティ・ミュージックソンスペシャル』、2022年12月25日放送の『SixTONESのオールナイトニッポン ラジオ・チャリティ・ミュージックソンスペシャル』のパーソナリティを京本が担当。アドレスもそのまま使用された。
2023年4月2日放送回からは冒頭に「FM93 AM1242 京本1994」という、ニッポン放送の周波数と京本の生まれ年を組み合わせた挨拶をするようになった。
番組内のコーナー
- 日々カオス（2022年12月10日 - ）

テーマ曲：Ed Sheeran「Perfect」、ケツメイシ「さくら」（2023年4月1日）
「今週のトマトニュース」（下記参照）に代わって開始。
日常の様々なシチュエーションに対する京本の反応を報告してもらい、「混沌の中に生きる男・京本大我」がどういう人間なのか、理解を深めていく。
タイトルコールとメール紹介後に流れる効果音は、当日のトーク内容に沿ったものが使われていたが、2023年11月25日放送回からはアザラシの鳴き声に統一されている。
- 今週のトマトニュース（2020年8月22日 - 2022年8月13日）

2020年8月22日放送回のパイロット版から行われていたコーナー。京本の大好物であるトマトに関連したニュースを紹介する。
しかしネタが尽きたのか、2022年3月以降はトマトとは関係ないニュースを紹介する、またはニュースそのものを紹介せず別の企画を行うこともあった。
そして、2022年7月9日放送回にて、ついに京本自ら「トマトニュースやめたい！」と宣言。同8月13日放送回で行われた「今週のトマトニュース Last Dance」をもって終了した。
その後、2023年7月29日放送回で「トマトニュースを復活させて欲しい」というきょもらーからメールが送られてきたが、京本は企画自体を記憶から消していた。
- 森本食い（2025年6月21日 - 、森本出演回 ）

テーマ曲：串田アキラ「ガツガツ!!」
森本出演回限定で行われるコーナー。
2025年4月5日放送回の森本のフリートークから派生して誕生。食のさらなる可能性を追求するため「森本慎太郎ならこの料理（食材）をこう食べるのでは？」というワイルドな食べ方を紹介する。
食事のマナーを扱う内容のため、コーナーの最後に「このコーナーは、これらの食べ方を推奨するものでは決してございません。マナーを守り、楽しい食事を心がけましょう」という注意アナウンスが差し込まれる。
- ふつおた企画（2022年1月1日 -、録音放送回 ）

年始および年末の録音放送回で行われる企画。
通常放送ではあまり読まれないSixTONESメンバー宛てのふつおたや質問を事前に募集し、箱（通称：新春（年末）わくわくメールボックス）からランダムに引いて答えていく。なお、通常放送同様、担当メンバーは放送当日まで明かされないため、当日の担当メンバー以外に宛てたメールを引いた場合でも必ず答えなくてはならない。

### 終了したコーナー・企画
- ジングルオンエアバトル（2020年4月11日 - 2022年2月26日）

使用BGM: The Blues Brothers「Everybody Needs Somebody to Love」、和楽器バンド「吉原ラメント」（年明け初回放送時）
リスナーからのメール投稿を伴わない企画。SixTONESの全メンバーが毎週各自オリジナルのジングルを制作・録音し、番組スタッフの審査で採用されたものがオンエアされる。その後、番組のエンディングで当日オンエアされたジングル数の結果発表が行われる。
当初は毎週異なるテーマに沿ってジングルを制作していたが、2020年10月24日放送回以降は基本的にフリーで行っている。
2022年2月26日放送回で行われた「今宵決定!!ジングルオンエアバトル大賞!!」をもってレギュラー開催終了。
- 今宵決定!!ジングルオンエアバトル大賞!!

2022年2月26日、当番組の放送100回を記念して開催。これまでオンエアされたジングルの中から最も優秀なジングルをリスナー投票で決定。また、「オールタイムベストオフエアジングル」と題して、審査の結果オフエアとなったジングルも合わせて放送された。
ジングルオンエアバトル大賞　ランキング結果
全96回実施された「ジングルオンエアバトル」でオンエアされたジングルの中から投票を行い、集計。
| 順位  | 制作メンバー | オンエア月日（放送回）   |
| ----- | ------------ | ------------------------ |
| 第1位 | 髙地         | 2021年7月10日（第67回）  |
| 第2位 | ジェシー     | 2021年8月7日（第71回）   |
| 第3位 | 森本         | 2020年12月12日（第37回） |
| 第4位 | 髙地         | 2021年10月23日（第82回） |
| 第5位 | 田中         | 2021年4月24日（第56回）  |
| 第6位 | 松村         | 2021年10月16日（第81回） |
個人成績
これまでメンバーが提出したジングル・計512本から集計。
| メンバー | 提出率               | オンエア率           | 打率 |
| -------- | -------------------- | -------------------- | ---- |
| ジェシー | 95.8％ （92本/96回） | 72.9％ （70本/92本） | .761 |
| 京本     | 92.7％ （89本/96回） | 93.3％ （83本/89本） | .933 |
| 松村     | 81.2％ （78本/96回） | 68.8％ （66本/78本） | .846 |
| 髙地     | 101.0% （97本/96回） | 83.3％ （80本/97本） | .825 |
| 森本     | 82.3％ （79本/96回） | 64.6％ （62本/79本） | .785 |
| 田中     | 80.2％ （77本/96回） | 55.2％ （53本/77本） | .688 |
- 今宵決定!!京本大我ジングルオンエアバトル大賞!!

2022年3月5日放送回の「京本大我のオールナイトニッポン」内で開催。「ジングルオンエアバトル大賞」で京本のジングルが6位以内にランクインしなかったことを受け、京本のジングルへの票を再集計して発表された。
| 順位  | 制作メンバー | オンエア月日（放送回）        |
| ----- | ------------ | ----------------------------- |
| 第1位 | 京本         | 2020年6月13日（第11回）[注 6] |
| 第2位 | 京本         | 2021年1月9日（第41回）        |
| 第3位 | 京本         | 2020年12月26日（第39回）      |
| 第4位 | 京本         | 2021年7月10日（第67回）[注 7] |
| 第5位 | 京本         | 2021年2月6日（第45回）        |
| 第6位 | 京本         | 2021年6月19日（第64回）       |
- 週間ワールドワイド報道局[30]（初回 - 2023年10月21日）

テーマ曲: Pitbull「Celebrate」
番組開始当初から募集していたコーナー。
リスナーがジャーナリストとなり、SixTONESのメンバーが取りこぼしているニュースや情報を提供する。コーナー内で田中はナビゲーター、週替わりメンバーはコメンテーターを担当。
2020年10月17日放送回以降行われておらず、2021年10月2日放送回では、田中が当コーナーについて「もう終わったやつ、募集してない」と発言。
しかし、2023年10月7日放送回で、田中が「Wikipediaに『終了した』って書いてあるけど、終わってない…」と、上記の発言を撤回。そして、同年10月21日放送回のスペシャルウィーク企画「コーナー断捨離SP」にて157週（約3年）ぶりに行われ、正式に終了となった。
- ウィルサーチ[30]（初回 - 2023年10月21日）

テーマ曲: Trent Reznor & Atticus Ross「In Motion」
番組開始当初から募集していたコーナー。
未来において投稿されるかもしれないSNSの投稿をリスナーが調べ、SixTONESに報告する。
他のコーナーに比べて実施回数が極端に少なく、2022年9月25日放送回で約8か月ぶりに行われた際には、投稿日が2年前のメールが採用されている。
2023年10月21日放送回のスペシャルウィーク企画「コーナー断捨離SP」での実施をもって終了。

### CD発売連動企画
SixTONESの新譜発売前後と併せて行われる期間限定企画。一部はリスナーからのメール投稿を主体としない・伴わない。
- 田中樹全国ラジオ34局ラップチャレンジ（2020年7月4日 - 7月25日）

当番組をネットしている全国34局のご当地番宣CMで使われるオリジナルラップを、SixTONESでラップを担当する田中が制作する企画。2ndシングル『NAVIGATOR』発売を控える中、全国のラジオ局を盛り上げるため、2020年6月27日放送回にて田中にサプライズで発表された。
全国34局各地域のリスナーからアイデアを募集。それを基に田中が1局ずつリリックを書き下ろし、『NAVIGATOR』のメロディにのせたラップを収録した。CMは『NAVIGATOR』の発売日である2020年7月22日より放送開始された。
- Hey You！！！！！！（2020年8月1日 - 8月22日）

リスナーの日常を募集し、『NAVIGATOR』の歌詞「Hey you！」で締めて壮大にする。
元は2020年7月25日放送回のメールテーマ「全日本Hey You選手権！」。本コーナーを実施している間は「We are SixTONES!!」を休止していた。
- 勝手にNEW ERA -SixTONES ANN Remix- を作ろう！（2020年10月31日 - 11月21日）

3rdシングル『NEW ERA』の番組オリジナルリミックスを制作する企画。リスナーから募集したテーマを用い、田中が同曲冒頭で即興ラップを披露する。
- SixTONES 土曜ラジオ劇場『マスカラ』（2021年7月10日 - 8月14日）

5thシングル『マスカラ』の歌詞にある「凡庸なラブストーリー」から着想を得た、ラブストーリーのラジオドラマを制作する企画。メンバー自身がリレー形式で毎週1話ずつ・計6話の脚本を執筆・朗読する。
- ラジオなんて、本気でやってどうするの？（2022年6月4日）

7thシングル『わたし』の発売を記念した1週限定コーナー。通称「ラジマジ」。「わたし」の歌詞にある「有り得ないところまで　心が動き出す」ような2、3行の切ないショートストーリーを募集し、メンバーが朗読する。
タイトルの由来は、松村が出演し、同曲が挿入歌として使用されているカンテレ・フジテレビ系月10ドラマ『恋なんて、本気でやってどうするの?』から。
- Good Luck！（2022年10月29日）

8thシングル『Good Luck!/ふたり』の発売を記念し、表題曲「Good Luck!」に焦点を当てた1週限定コーナー。リスナーの失敗談・最悪だった日の出来事を募集し、最後に「Good Luck！」と絶叫してその失敗を吹き飛ばし、明日への活力を与える。
- 超短編ラジオドラマ『ふたり』（2022年11月5日）

8thシングル『Good Luck!/ふたり』の発売を記念し、表題曲「ふたり」に焦点を当てた1週限定コーナー。同曲を主題歌とした、シチュエーションとセリフがそれぞれ1行程度の超短編かつ泣けるラジオドラマを募集し、当日メンバーが演じる。
- ABARE王（2023年4月8日）

9thシングル『ABARERO』の発売を記念して行われた1週限定コーナー。日々の生活での暴れたエピソードを募集し、その中から最も暴れた経験を持つリスナー「ABARE王」を決定する。

## 出来事・ゲスト
※SPW＝スペシャルウィーク（聴取率調査週間）
| 放送日 | 放送回 | 担当メンバー | 出来事                                                                                             |
| ------ | ------ | ------------ | -------------------------------------------------------------------------------------------------- |
| 8月1日 | 単発   | 全員         | 『SixTONESのオールナイトニッポン』として、オールナイトニッポン木曜1部枠（1日 25:00-27:00）で放送。 |

| 放送日   | 放送回 | 担当メンバー | ゲスト | 出来事 |
| -------- | ------ | --- | --- | --- |
| 1月2日   | -      | 『すとーんずのおしゃべり』 | 『すとーんずのおしゃべり』 | ニッポン放送の年始特別番組として、15:00-17:00に放送。 |
| 4月4日   | 1      | 全員 | | レギュラー初回放送。番組ハッシュタグ「#SixTONESANN」がTwitterの日本国内におけるトレンドの第1位となる。ツイート数も翌5日 1:45時点でおよそ50万件となり、2019年8月の単発放送時のツイート数17万件を大きく上回った。 放送終了後、後枠番組『オードリーのオールナイトニッポン』にメンバー全員で乱入した。                                                |
| 4月11日  | 2      | 田中 ジェシー | | 新型コロナウイルス感染拡大にともなう緊急事態宣言発令のため、この回よりテレワーク形式で放送。 |
| 4月18日  | 3      | 田中 京本 | | 自宅からリモート出演していた京本大我の元に、父親である京本政樹が登場するハプニングが起きた。 |
| 4月25日  | 4      | 田中 松村 | YOSHIKI | YOSHIKIがアメリカ・ロサンゼルスから電話出演。 |
| 5月2日   | 5      | 田中 髙地 | | この回の放送直前まで、番組の公式Twitterアカウントがロボットと判定され、凍結していたことが明かされた。 |
| 5月30日  | 9      | 田中 京本 | | この回よりニッポン放送のスタジオからの放送を再開。 |
| 6月27日  | 13     | 田中 京本 | | 放送当日、田中はSixTONESがレギュラーパーソナリティーを兼務するNHKラジオ第1『らじらー! サタデー』生放送に出演。渋谷区・神南のNHK放送センターから、ニッポン放送がある有楽町までの移動時間を考慮し、冒頭約10分間を京本が1人で担当した。 番組後半、2ndシングル『NAVIGATOR』発売連動企画「田中樹全国ラジオ34局ラップチャレンジ」を始動することを発表。 |
| 9月5日   | 23     | 田中 京本 | | 東海ラジオ放送では野球中継延長に伴う繰り下げ放送のため、23:40から飛び乗り。 |
| 9月12日  | 24 SPW | 田中 森本 | 春日俊彰（オードリー） | 田中が冗談をきっかけに若林正恭（オードリー）から誕生日プレゼントを貰ったことを受けて出演。翌週9月20日に誕生日を迎える若林への誕生日プレゼントをともに考案した。また、当番組リスナーの愛称を「リトルストーン」とすることが正式に決まった。 |
| 9月19日  | 25     | 田中 松村 | | 20日の日付変更と同時に、田中が若林正恭に前述の誕生日プレゼントを渡す模様が放送された。 |
| 10月24日 | 30 SPW | 田中 髙地 | | スペシャルウィーク企画「SixTONES MUSIC解禁Fes.2020 -NEW ERA-!!」を開催。3rdシングル『NEW ERA』期間限定盤収録曲「So Addicted」を初オンエア。 |
| 11月14日 | 33     | 田中 松村 | | 番組エンディングの挨拶後、新曲「ST」（1stアルバム『1ST』収録曲）を一切の説明なしで初オンエア。 |
| 12月19日 | 38 SPW | 田中 京本 | 藤ヶ谷太輔（Kis-My-Ft2） | 『第46回ラジオ・チャリティー・ミュージックソン』のメインパーソナリティをSixTONESとともに務めるKis-My-Ft2から、代表して出演。また、箱番組「京本大我のオールナイトニッポン」にもゲストとして出演した。 |
| 12月24日 | -      | 『Kis-My-Ft2とSixTONESのオールナイトニッポン ラジオ・チャリティ・ミュージックソンSP』:Kis-My-Ft2（宮田俊哉、玉森裕太）、森本、ジェシー 『Kis-My-Ft2とSixTONESのオールナイトニッポン0(ZERO) ラジオ・チャリティ・ミュージックソンSP』:Kis-My-Ft2（宮田、二階堂高嗣）、森本、松村 | 『Kis-My-Ft2とSixTONESのオールナイトニッポン ラジオ・チャリティ・ミュージックソンSP』:Kis-My-Ft2（宮田俊哉、玉森裕太）、森本、ジェシー 『Kis-My-Ft2とSixTONESのオールナイトニッポン0(ZERO) ラジオ・チャリティ・ミュージックソンSP』:Kis-My-Ft2（宮田、二階堂高嗣）、森本、松村 | 『第46回ラジオ・チャリティ・ミュージックソン』のスペシャルプログラムとして、『Kis-My-Ft2とSixTONESのオールナイトニッポン ラジオ・チャリティ・ミュージックソンSP』（24日 25:00-27:00）、『Kis-My-Ft2とSixTONESのオールナイトニッポン0(ZERO) ラジオ・チャリティ・ミュージックソンSP』（24日 27:00-29:00）を放送。                                   |

| 放送日   | 放送回 | 担当メンバー | ゲスト | 出来事 |
| -------- | ------ | --- | --- | --- |
| 1月2日   | 40     | 田中 松村 | | 番組初の録音放送。メールテーマは「松村北斗のジングルネーム2021」。 |
| 2月13日  | 46     | 田中 松村 | | 放送直前に福島県沖で発生した地震のため、東北放送、ラジオ福島では報道特別番組を放送し、ネット返上。 |
| 2月20日  | 47 SPW | 田中 ジェシー | 森七菜（※コメント出演） | スペシャルウィーク企画「【映画『ライアー×ライアー』公開記念Fes.】〜ラジオがラジオじゃないみたいだ〜」を開催。なお『ライアー×ライアー』で森とともに主演を務めた松村は出演せず、「ジングルオンエアバトル」でも、松村のジングルは1つもオンエアされなかった。 翌週27日の放送に松村が出演し、ジングル自体は用意したものの、番組スタッフに送り忘れていたことを明かした。                                                                                  |
| 3月27日  | 52     | 田中 ジェシー | | ライブツアー『on eST』北海道公演終了後の「謎の小部屋」から放送。番組後半には京本、森本、髙地が乱入した。 |
| 4月17日  | 55     | 田中 松村 | | ライブツアー『on eST』愛知公演終了後の「謎の小部屋」から放送。 |
| 4月24日  | 56 SPW | 田中 髙地 | Creepy Nuts | スペシャルウィーク企画「SixTONESとCreepy Nutsの楽曲紹介!」を開催。 Creepy Nutsは番組終了後、後枠番組『オードリーのオールナイトニッポン』にもゲスト出演した。 |
| 5月1日   | 57     | 田中 ジェシー | | SixTONESの結成6周年当日の放送。0時台冒頭、SixTONESの楽曲「NEW WORLD」に乗せてメンバーそれぞれの名場面を集めた特別ジングルがサプライズで放送された。 |
| 5月8日   | 58     | 田中 京本 | | ライブツアー『on eST』宮城公演終了後の「謎の小部屋」から放送。番組後半には森本、ジェシー、髙地が乱入した。 |
| 6月19日  | 64 SPW | 田中 髙地 | | スペシャルウィークだが、通常内容で放送。メールテーマは「田中樹・パーフェクトインスタアプローチ」 この回でビデオリサーチによる首都圏ラジオ聴取率調査において、番組初となる全局中同時間帯単独首位を獲得した。 |
| 6月26日  | 65     | 田中 松村 | | ライブツアー『on eST』新潟公演終了後の「謎の小部屋」から放送。 |
| 9月11日  | 76 SPW | 田中 森本 | 菊池風磨（Sexy Zone） | ミュージカル『DREAM BOYS』で菊池が主演を務め、田中がライバル・チャンプ役として共演することを受けて出演。 レギュラーコーナー「We are SixTONES!!」を「We are Sexy Zone!!」（テーマ曲：Sexy Zone「Sexy Zone」）にアレンジし、投稿内容が「Sexy Zone」か否かを菊池が判定した。 |
| 10月23日 | 82 SPW | 田中 ジェシー | せいや（霜降り明星） | せいやは、オールナイトニッポン金曜1部で『霜降り明星のオールナイトニッポン』のパーソナリティを務めており、ジェシーと深い親交があることから出演。 |
| 11月6日  | 84     | 田中 京本 | | 箱番組「京本大我のオールナイトニッポン」にて、ディレクター 菊田の結婚が発表された。 |
| 11月27日 | 87     | 田中 ジェシー | | 東海ラジオ放送では日本シリーズのナイター中継延長に伴う繰り下げ放送のため、翌28日 0:32から飛び乗り。 2ndアルバム『CITY』収録曲「Rosy」が、映画『スパイダーマン：ノー・ウェイ・ホーム』の日本語吹替版主題歌に決定したことを発表し、楽曲を初オンエア。さらに「ジングルオンエアバトル」枠で、主演を務めるトム・ホランドからのサプライズコメントも放送された。                                                                                           |
| 12月18日 | 90 SPW | 田中 森本 | | スペシャルウィーク企画「トレンドストラックアウト2021」を開催。しかし、当企画はTwitterのトレンド順位を操作するものであり、加えて、放送中に各メディアで報道された、神田沙也加の転落死亡事故に関連したトレンドワードに対する一部リスナーの言動が問題視され、Twitterユーザーを中心に批判の意見が相次いで寄せられた。翌19日、ニッポン放送は番組公式アカウントを通して謝罪した。                                                                          |
| 12月24日 | -      | 『SixTONESのオールナイトニッポン ラジオ・チャリティ・ミュージックソンSP』:松村 『SixTONESのオールナイトニッポン0(ZERO) ラジオ・チャリティ・ミュージックソンSP』:京本、髙地（途中から） | 『SixTONESのオールナイトニッポン ラジオ・チャリティ・ミュージックソンSP』:松村 『SixTONESのオールナイトニッポン0(ZERO) ラジオ・チャリティ・ミュージックソンSP』:京本、髙地（途中から） | 『第47回ラジオ・チャリティ・ミュージックソン』のスペシャルプログラムとして、『SixTONESのオールナイトニッポン ラジオ・チャリティ・ミュージックソンSP』（24日 25:00-27:00）、『SixTONESのオールナイトニッポン0(ZERO) ラジオ・チャリティ・ミュージックソンSP』（24日 27:00-29:00）を放送。前者を松村、後者を京本がそれぞれ単独でパーソナリティを担当。 なお、翌25日は土曜日にあたるため、SixTONESとしては当日の放送分を合わせて2夜連続の放送となった。 |

| 放送日   | 放送回  | 担当メンバー | ゲスト | 出来事 |
| -------- | ------- | --- | --- | --- |
| 1月1日   | 92      | 田中 ジェシー | | 録音放送。通常放送では読まれなさそうなSixTONESメンバー宛てのふつおたや質問を事前に募集し、箱（通称：新春わくわくメールボックス）からランダムに引いて答えていく企画を実施。 この回以降、録音放送では上記の企画を行うことが恒例となっている。 |
| 1月15日  | 94      | 田中 京本 | | トンガ沖火山噴火に伴う津波警報・津波注意報が太平洋沿岸に発令されたことを受け、IBC岩手放送、東北放送では翌16日 0:15頃、南日本放送では同 0:50から報道特別番組に切り替え、放送を中断。 |
| 1月22日  | 95      | 田中 髙地 | | SixTONESのCDデビュー2周年当日の放送。6thシングル表題曲「共鳴」、カップリング曲「FASHION」を初オンエア。 |
| 1月29日  | 96      | 京本 髙地 | | メインMCの田中と、ジェシー、森本が新型コロナウイルスに感染したことを受け、PCR検査の結果陰性だったメンバーの中から、京本と髙地が自宅からリモートで出演し、進行は髙地が担当した。 また「ジングルオンエアバトル」は実施されず、初回放送でオンエアされた京本、髙地の個人ジングルがそれぞれ放送された。 |
| 2月5日   | 97      | 松村 髙地 | | 放送当日、田中の新型コロナウイルス感染からの回復および翌6日からの仕事復帰が発表されたが、大事をとって休演。 PCR検査の結果陰性だったメンバーの中から、松村と髙地がニッポン放送のスタジオから放送し、進行は松村が担当。なお、これにより髙地は異例の3週連続の出演となった。また、先週に引き続き「ジングルオンエアバトル」は実施されず、初回放送でオンエアされた松村、髙地の個人ジングルがそれぞれ放送された。 番組エンディングの挨拶後、6thシングル『共鳴』初回盤A収録曲「Waves Crash」を一切の説明なしで初オンエア。 |
| 2月12日  | 98      | 田中 ジェシー | | この回より田中が番組に復帰。ライブツアー『Feel da CITY』静岡公演終了後の「謎の小部屋」から放送。 |
| 2月19日  | 99      | 田中 森本 | | ライブツアー『Feel da CITY』熊本公演終了後の「謎の小部屋」から放送。 |
| 2月26日  | 100     | 全員 | | 放送100回目。初回放送以来にメンバー全員が集結し、イマジンスタジオから放送。特別企画「今宵決定!!ジングルオンエアバトル大賞!!」を開催した。 また、イラストレーター・ダイスケリチャードがデザインした番組ノベルティステッカーの完成を報告。 |
| 4月9日   | 106     | 田中 森本 | | ライブツアー『Feel da CITY』北海道公演終了後の「謎の小部屋」から放送。番組後半には、偶然その場に居合わせた松村が急遽出演した。 |
| 4月16日  | 107     | 田中 松村 | | ライブツアー『Feel da CITY』新潟公演終了後の「謎の小部屋」から放送。 |
| 4月23日  | 108 SPW | 田中 ジェシー | 岸優太（King＆ Prince） | 番組前半、7thシングル表題曲「わたし」を初オンエア。 スペシャルウィーク企画「岸優太・人生相談…」を開催。 |
| 4月30日  | 109     | 田中 松村 | | ライブツアー『Feel da CITY』大阪公演前日の「謎の小部屋」から放送。 |
| 5月7日   | 110     | 田中 京本 | | ライブツアー『Feel da CITY』広島公演終了後の「謎の小部屋」から放送。 箱番組「京本大我のオールナイトニッポン」では、隣の部屋に宿泊していた髙地が乱入。また、当番組を京本の両親がリアルタイムで聴いている事が判明した。 |
| 5月21日  | 112     | 田中 森本 | YOSHIKI | YOSHIKIは0時台に事前告知無しで出演。 |
| 6月4日   | 114     | 田中 髙地 | | 7thシングル『わたし』リリース直前1週限定コーナー「ラジオなんて、本気でやってどうするの？」を開催。また、「ジングルオンエアバトル」終了以来に、メンバーそれぞれが制作したジングルも合わせて放送された。 |
| 6月18日  | 116 SPW | 田中 京本 | | スペシャルウィーク企画「オールナイトニッポン55周年記念放送【Back To The ANN】」を開催。 ハガキ限定で募集したレギュラーコーナー「We are SixTONES!!」には、SixTONESのメンバー全員もリスナーと同じ条件でネタを投稿したが、必着期限の17日までに届いたのは京本の投稿（RN:トッポギホイホイ）のみとなり、うち1通が採用された。 また、箱番組「京本大我のオールナイトニッポン」には髙地が電話出演、番組エンディング後のドラマパートには松村が出演した。                                                                     |
| 6月25日  | 117     | 田中 森本 | | レギュラーコーナー「We are SixTONES!!」にて、先週の放送以降に届いたSixTONESメンバーの投稿が紹介された。 |
| 7月2日   | 118     | 田中 ジェシー | | 日本テレビ系『THE MUSIC DAY 2022』出演直後、会場である幕張メッセ近郊から放送。 |
| 7月16日  | 120     | 田中 森本 | 高橋恭平（なにわ男子） | 高橋は田中を事務所の先輩として尊敬する「稀有な後輩2人」のうちの1人（もう1人はHiHi Jets/ジャニーズJr.の猪狩蒼弥）。 |
| 9月3日   | 127 SPW | 田中 松村 | 菊池風磨（Sexy Zone） | 昨年に引き続き、ミュージカル『DREAM BOYS』で菊池と田中が共演することから出演。また、松村は番組開始2年5か月にして、初めてスペシャルウィークに出演した。 スペシャルウィーク企画「クイズ!バラエティ!」を開催。 |
| 10月15日 | 133     | 田中 ジェシー | ふぉ〜ゆ〜 | 番組後半、当日のオールナイトニッポン0(ZERO)を担当するふぉ〜ゆ〜が乱入。 |
| 10月22日 | 134 SPW | 田中 髙地 | | スペシャルウィーク企画「ステッカー大放出チャレンジ2022 髙地優吾シガーボックス・ザ・リベンジ」を開催。 2回行われたチャレンジのうち、1回目は生挑戦、2回目は事前に録音したものを、あたかも成功したかのように編集した音源を放送。また、その経緯に至った模様がラジオドラマとして放送された。 |
| 12月24日 | 143 SPW | 全員 | | SixTONESがメインパーソナリティを務める『第48回ラジオ・チャリティ・ミュージックソン』内での放送。番組初のYoutubeによる同時配信も行われた。なお、本来のネット局のうち、中国放送のみ未ネット。 |
| 12月24日 | -       | 『SixTONESのオールナイトニッポン ラジオ・チャリティ・ミュージックソンSP』:京本 『SixTONESのオールナイトニッポン0(ZERO) ラジオ・チャリティ・ミュージックソンSP』:松村 | 『SixTONESのオールナイトニッポン ラジオ・チャリティ・ミュージックソンSP』:京本 『SixTONESのオールナイトニッポン0(ZERO) ラジオ・チャリティ・ミュージックソンSP』:松村 | 『第48回ラジオ・チャリティ・ミュージックソン』のスペシャルプログラムとして、『SixTONESのオールナイトニッポン ラジオ・チャリティ・ミュージックソンSP』（24日 25:00-27:00）、『SixTONESのオールナイトニッポン0(ZERO) ラジオ・チャリティ・ミュージックソンSP』（24日 27:00-29:00）を放送。 パーソナリティを担当するメンバーは12月3日放送回で行われた抽選会で決定。その結果、時間帯こそ前後したものの、昨年に引き続き京本と松村が担当することとなった。                                                                |

| 放送日   | 放送回  | 担当メンバー                                   | ゲスト                                         | 出来事 |
| -------- | ------- | ---------------------------------------------- | ---------------------------------------------- | --- |
| 1月7日   | 144     | 田中 ジェシー                                  |                                                | 録音放送。恒例のふつおた企画を実施。 |
| 1月21日  | 146     | 田中 京本                                      |                                                | ライブツアー『慣声の法則』広島公演終了後の「謎の小部屋」から放送。 |
| 1月28日  | 147     | 田中 松村                                      |                                                | ライブツアー『慣声の法則』福岡公演終了後の「謎の小部屋」から放送。 |
| 2月18日  | - SPW   | 『SixTONESのオールナイトニッポン』：田中、京本 | 『SixTONESのオールナイトニッポン』：田中、京本 | 『オールナイトニッポン55周年記念 オールナイトニッポン55時間スペシャル』内の一番組という位置付けに伴い、2019年8月の単発放送以来に『SixTONESのオールナイトニッポン』として放送。 単発放送の内容をクイズ形式で振り返る特別企画「オールナイトニッポン55周年記念 クイズあの頃」を開催。                                     |
| 2月25日  | 150     | 田中 森本                                      |                                                | ライブツアー『慣声の法則』愛知公演終了後の「謎の小部屋」から放送。 9thシングル表題曲「ABARERO」を事前告知通り初オンエア。 |
| 3月4日   | 151     | 田中 髙地                                      |                                                | ライブツアー『慣声の法則』宮城公演終了後の「謎の小部屋」から放送。 0時台前半、髙地のフリートークの流れでジェシーが出演。 |
| 3月18日  | 153     | 田中 ジェシー                                  |                                                | ライブツアー『慣声の法則』北海道公演終了後の「謎の小部屋」から放送。 |
| 4月15日  | 157     | 田中 森本                                      |                                                | ライブ『慣声の法則 in DOME』京セラドーム大阪公演終了後の「謎の小部屋」から放送。 |
| 4月22日  | 158 SPW | 田中 ジェシー                                  |                                                | ライブ『慣声の法則 in DOME』東京ドーム2日目公演終了直後、かつ最終公演前日の放送であることを受けて、スペシャルウィーク企画「SixTONES東京ドームライブ・アフターパーティー」を開催。 レギュラーコーナー「We are SixTONES!!」のシチュエーションを東京ドームに限定し、「We are SixTONES!! in 東京ドーム」と題して紹介した。 |
| 5月27日  | 163     | 田中 ジェシー                                  | YOSHIKI                                        | YOSHIKIは0時台前半、アメリカ・ロサンゼルスからリモート出演。 |
| 6月17日  | 166 SPW | 田中 京本                                      | 岸優太                                         | 岸は箱番組「京本大我のオールナイトニッポン」にもゲストとして出演。 |
| 7月8日   | 169     | 田中 髙地                                      |                                                | 0時台前半、京本が自身が主演を務める映画『言えない秘密』の撮影の待ち時間に、自ら電話をかけて出演。 |
| 7月15日  | 170     | 田中 松村                                      |                                                | 11thシングル表題曲「CREAK」を松村のフリートークの途中で初オンエア。 |
| 8月12日  | 174     | 田中 松村                                      |                                                | 朝日放送ラジオでは野球中継延長のため、23:40から飛び乗り。 放送当日は同時間帯で松村が主演を務めるテレビ朝日系オシドラサタデー『ノッキンオン・ロックドドア』が放送されており、いわゆる「裏被り」の状態となった。 |
| 8月26日  | 176     | 田中 森本                                      | Travis Japan（宮近海斗、七五三掛龍也）         | 宮近と七五三掛は0時台に事前告知無しで出演。 |
| 9月2日   | 177 SPW | 田中 髙地                                      | なすなかにし                                   | スペシャルウィーク企画「SixTONESのオールナイトニッポンサタデースペシャルpresents 髙地優吾 VS 田中樹！アヒージョ頂上決戦！」を開催し、ゲスト審査員としてなすなかにしが出演。 また、番組史上初めて、番組公式X（旧Twitter）アカウントにSixTONESメンバーが映った写真が投稿された。                                         |
| 10月14日 | 183     | 田中 ジェシー                                  |                                                | 放送当日、同時間帯では田中が出演するテレビ朝日系オシドラサタデー『単身花日』が放送されており、8月12日放送回に続き「裏被り」の状態となった。 なお、同作品は11月11日にも放送時間が重複し、2度にわたり裏被りする事態となった。                                                                                            |
| 10月21日 | 184 SPW | 田中 松村                                      |                                                | スペシャルウィーク企画「コーナー断捨離SP」を開催。 番組開始当初から募集していたレギュラーコーナーのうち、放送時間の都合で実施回数が少なかった「週間ワールドワイド報道局」「ウィルサーチ」を、当企画をもって正式に終了。                                                                                                |
| 12月16日 | 192 SPW | 田中 松村                                      |                                                | スペシャルウィーク企画「大忘年会2023」を開催。 今年1年間の放送で起きた反省するべき出来事を募集して振り返り、その中から「反省大賞」を決定。 |
| 12月30日 | 194     | 田中 森本                                      |                                                | 録音放送。恒例のふつおた企画を実施。2023年内での放送のため、メールを入れる箱の名前は「年末わくわくメールボックス」となった。 |

| 放送日   | 放送回  | 担当メンバー                    | ゲスト                                  | 出来事 |
| -------- | ------- | ------------------------------- | --------------------------------------- | --- |
| 2月3日   | 199 SPW | 田中 松村 ジェシー（※特別出演） |                                         | スペシャルウィーク企画「ラジオONITAIJI」を開催。リスナーから日常に潜む鬼を募集し、松村が空手で鬼を退治するメール企画が行われた。 番組終盤には鬼の親玉と田中・松村が対峙するラジオドラマが突如始まり、サプライズでジェシーも録音出演した。                        |
| 2月10日  | 200     | 全員                            |                                         | 放送200回目。 通常は事前収録のレギュラーコーナー「SixTONES日記」を、番組内で生朗読した。 |
| 2月17日  | 201     | 田中 京本                       |                                         | ドームライブツアー『VVS』京セラドーム大阪公演終了後の「謎の小部屋」から放送。 |
| 3月9日   | 204     | 田中 ジェシー                   |                                         | ドームライブツアー『VVS』福岡PayPayドーム公演終了後の「謎の小部屋」から放送。 |
| 4月6日   | 208     | 田中 森本                       | 間宮祥太朗                              | 間宮はフジテレビ系ドラマ『ナンバMG5』で森本と共演し、翌7日からスタートする日本テレビ系ドラマ『ACMA:GAME』では田中と共演することから出演。 なお、事前告知は無く、当日の放送で出演することが発表された。                                                           |
| 4月20日  | 210 SPW | 田中 松村                       |                                         | ドームライブツアー『VVS』東京ドーム公演終了後の放送であることを受けて、スペシャルウィーク企画「SixTONES東京ドームライブ・アフターパーティー」を昨年に引き続き開催。 全体的な流れは昨年とほぼ同じだが、軽食のメニューやブース内の演出がややグレードアップされた。 |
| 5月4日   | 212     | 田中 京本                       |                                         | 東海ラジオ放送では野球中継延長に伴う繰り下げ放送のため、23:45から飛び乗り。 |
| 5月25日  | 215     | 田中 髙地                       |                                         | 放送終了直前の翌26日 0:55頃、茨城県南部を震源とする地震が発生。エンディングの途中であったが、田中はブース内に掲示する災害発生時コメントに沿ってリスナーに注意を呼びかけ、そのまま番組を締めくくった。                                                            |
| 6月15日  | 218 SPW | 田中 森本                       | 大倉忠義（SUPER EIGHT）                 | 大倉はオールナイトニッポンサタデースペシャル枠の前任パーソナリティとして、『オールナイトニッポンサタデースペシャル 大倉くんと高橋くん』を2020年3月まで担当。同枠には番組終了以来約4年ぶりの出演となった。                                                        |
| 8月31日  | 229 SPW | 田中 ジェシー                   | Aぇ!group（小島健、草間リチャード敬太） | 小島、リチャードは朝日放送テレビ『あっちこっちAぇ!』に出演する関係で、翌9月1日 0:22頃までの出演。 |
| 9月14日  | 231     | 田中                            | 菊池風磨（timelesz）                    | 当日は京本が担当予定だったが、主演を務めるミュージカル『モーツァルト!』の公演期間中により、声帯への影響を考慮して休演。菊池がピンチヒッターとして急遽出演した。 田中以外のSixTONESメンバー不在は、番組史上初。                                                   |
| 10月12日 | 235     | ジェシー 森本                   |                                         | この回より、田中が一定期間休演して固定MCから外れ、他のSixTONESメンバーがMCを務める実験企画を実施。10月期はジェシーが固定となり、1か月間メインMCを担当。 |
| 10月26日 | 237 SPW | ジェシー                        | せいや（霜降り明星）                    | 当日担当予定の京本は前述の理由により、9月14日放送回に続き休演。せいやはゲスト兼ピンチヒッターとして出演する形となった。また、レギュラーコーナー「We are SixTONES!」もジェシーと一緒に実施した。                                                                  |
| 11月9日  | 239     | 松村 ジェシー                   |                                         | 前述の実験企画の2か月目。11月期は松村が固定となり、1か月間メインMCを担当。 |
| 12月9日  | 243     | 田中 松村                       |                                         | この回より田中が固定MCに復帰し、通常放送再開。 |
| 12月14日 | 244 SPW | 田中 ジェシー                   |                                         | スペシャルウィーク企画「大忘年会2024」を開催。 今年1年間の放送で印象的な出来事を募集して振り返り、その中から最も”サタデースペシャル”だったワンシーン「サタスペ大賞」を決定。                                                                                     |

| 放送日  | 放送回  | 担当メンバー  | ゲスト                                        | 出来事 |
| ------- | ------- | ------------- | --------------------------------------------- | --- |
| 1月4日  | 247     | 田中 松村     |                                               | 録音放送。恒例のふつおた企画を実施。番組後半には、1回につきメールを5通引いてまとめて答える新ルール「ボーナスタイム」が導入された。 |
| 1月25日 | 250     | 田中 京本     |                                               | ドームライブツアー『YOUNGOLD』東京ドーム2日目公演終了後の放送であることを受けて、恒例企画「SixTONES東京ドームライブ・アフターパーティー」を開催。 本ツアーが東京公演から始まったため異例の早期開催となり、また、初めてスペシャルウィーク以外での実施となった。 |
| 2月8日  | 252 SPW | 田中 森本     | 間宮祥太朗                                    | 2024年4月6日放送回で間宮が発案した草野球チーム「東京電波ジャックス」を題材にしたラジオドラマ「東京電波ジャックス〜卒業〜」を主軸に進行。 劇中の試合実況は大泉健斗（ニッポン放送アナウンサー）が担当。 |
| 2月15日 | 253     | 田中 松村     |                                               | ドームライブツアー『YOUNGOLD』みずほPayPayドーム福岡公演終了後の「謎の小部屋」から放送。 |
| 2月22日 | 254     | 田中 ジェシー |                                               | ドームライブツアー『YOUNGOLD』京セラドーム大阪公演終了後の「謎の小部屋」から放送。 |
| 3月15日 | 257     | 田中 京本     |                                               | 箱番組「京本大我のオールナイトニッポン」を、初めて事前収録で放送。 |
| 3月22日 | 258     | 田中 森本     |                                               | ドームライブツアー『YOUNGOLD』北海道・大和ハウス プレミストドーム公演終了後の「謎の小部屋」から放送。 |
| 4月26日 | 263 SPW | 田中 髙地     | なすなかにし                                  | スペシャルウィーク企画「SixTONESのオールナイトニッポンサタデースペシャルpresents 髙地優吾 VS 田中樹！焼きそば頂上決戦！」を開催。なすなかにしは2023年9月2日放送回の「アヒージョ頂上決戦」に続き、ゲスト審査員として出演。 |
| 6月14日 | 270 SPW | 田中 髙地     | ふくらP（QuizKnock） 中西茂樹（なすなかにし） | 2020年8月1日・10月24日放送回で実施した「クイズ髙地優吾」をブラッシュアップし、「6年目突入記念特別企画！クイズ髙地優吾！」として開催。田中、ふくらP、中西が回答者として参加した。 なお、髙地は本企画が発表された前週6月7日放送回にも出演しており、その際、番組史上初めて、事前に翌週の出演メンバーとして告知された。 0時台冒頭には、15日の日付変更とともに誕生日を迎えた田中がサプライズで祝われた。 |

### 代理番組
- 2022年12月31日 - 三四郎（オールナイトニッポン年越し初笑いスペシャル2022→2023）

## ネット局
| 放送対象地域  | 放送局                        | 放送期間       | 放送時間           | 備考       |
| ------------- | ----------------------------- | -------------- | ------------------ | ---------- |
| 関東広域圏    | ニッポン放送（LF） 制作局     | 2020年4月4日 - | 土曜 23:30 - 25:00 | 同時ネット |
| 北海道        | 北海道放送（HBC）             | 2020年4月4日 - | 土曜 23:30 - 25:00 | 同時ネット |
| 青森県        | 青森放送（RAB）               | 2020年4月4日 - | 土曜 23:30 - 25:00 | 同時ネット |
| 岩手県        | IBC岩手放送（IBC）            | 2020年4月4日 - | 土曜 23:30 - 25:00 | 同時ネット |
| 宮城県        | 東北放送（tbc）               | 2020年4月4日 - | 土曜 23:30 - 25:00 | 同時ネット |
| 秋田県        | 秋田放送（ABS）               | 2020年4月4日 - | 土曜 23:30 - 25:00 | 同時ネット |
| 山形県        | 山形放送（YBC）               | 2020年4月4日 - | 土曜 23:30 - 25:00 | 同時ネット |
| 福島県        | ラジオ福島（rfc）             | 2020年4月4日 - | 土曜 23:30 - 25:00 | 同時ネット |
| 茨城県        | LuckyFM茨城放送               | 2020年4月4日 - | 土曜 23:30 - 25:00 | 同時ネット |
| 山梨県        | 山梨放送（YBS）               | 2020年4月4日 - | 土曜 23:30 - 25:00 | 同時ネット |
| 長野県        | 信越放送（SBC）               | 2020年4月4日 - | 土曜 23:30 - 25:00 | 同時ネット |
| 新潟県        | 新潟放送（BSN）               | 2020年4月4日 - | 土曜 23:30 - 25:00 | 同時ネット |
| 静岡県        | 静岡放送（SBS）               | 2020年4月4日 - | 土曜 23:30 - 25:00 | 同時ネット |
| 富山県        | 北日本放送（KNB）             | 2020年4月4日 - | 土曜 23:30 - 25:00 | 同時ネット |
| 石川県        | 北陸放送（MRO）               | 2020年4月4日 - | 土曜 23:30 - 25:00 | 同時ネット |
| 福井県        | 福井放送（FBC）               | 2020年4月4日 - | 土曜 23:30 - 25:00 | 同時ネット |
| 中京広域圏    | 東海ラジオ放送（SF）          | 2020年4月4日 - | 土曜 23:30 - 25:00 | 同時ネット |
| 滋賀県 京都府 | KBS滋賀 京都放送（KBS）       | 2020年4月4日 - | 土曜 23:30 - 25:00 | 同時ネット |
| 近畿広域圏    | 朝日放送ラジオ（ABC）         | 2020年4月4日 - | 土曜 23:30 - 25:00 | 同時ネット |
| 鳥取県 島根県 | 山陰放送（BSS）               | 2020年4月4日 - | 土曜 23:30 - 25:00 | 同時ネット |
| 岡山県        | RSK山陽放送（RSK）            | 2020年4月4日 - | 土曜 23:30 - 25:00 | 同時ネット |
| 広島県        | 中国放送（RCC）               | 2020年4月4日 - | 土曜 23:30 - 25:00 | 同時ネット |
| 山口県        | 山口放送（KRY）               | 2020年4月4日 - | 土曜 23:30 - 25:00 | 同時ネット |
| 香川県        | 西日本放送（RNC）             | 2020年4月4日 - | 土曜 23:30 - 25:00 | 同時ネット |
| 愛媛県        | 南海放送（RNB）               | 2020年4月4日 - | 土曜 23:30 - 25:00 | 同時ネット |
| 徳島県        | 四国放送（JRT）               | 2020年4月4日 - | 土曜 23:30 - 25:00 | 同時ネット |
| 高知県        | 高知放送（RKC）               | 2020年4月4日 - | 土曜 23:30 - 25:00 | 同時ネット |
| 福岡県        | RKB毎日放送（rkb）            | 2020年4月4日 - | 土曜 23:30 - 25:00 | 同時ネット |
| 佐賀県 長崎県 | NBCラジオ佐賀 長崎放送（NBC） | 2020年4月4日 - | 土曜 23:30 - 25:00 | 同時ネット |
| 熊本県        | 熊本放送（RKK）               | 2020年4月4日 - | 土曜 23:30 - 25:00 | 同時ネット |
| 大分県        | 大分放送（OBS）               | 2020年4月4日 - | 土曜 23:30 - 25:00 | 同時ネット |
| 宮崎県        | 宮崎放送（mrt）               | 2020年4月4日 - | 土曜 23:30 - 25:00 | 同時ネット |
| 鹿児島県      | 南日本放送（MBC）             | 2020年4月4日 - | 土曜 23:30 - 25:00 | 同時ネット |
| 沖縄県        | ラジオ沖縄（ROK）             | 2020年4月4日 - | 土曜 23:30 - 25:00 | 同時ネット |